# オールドバラ音楽祭

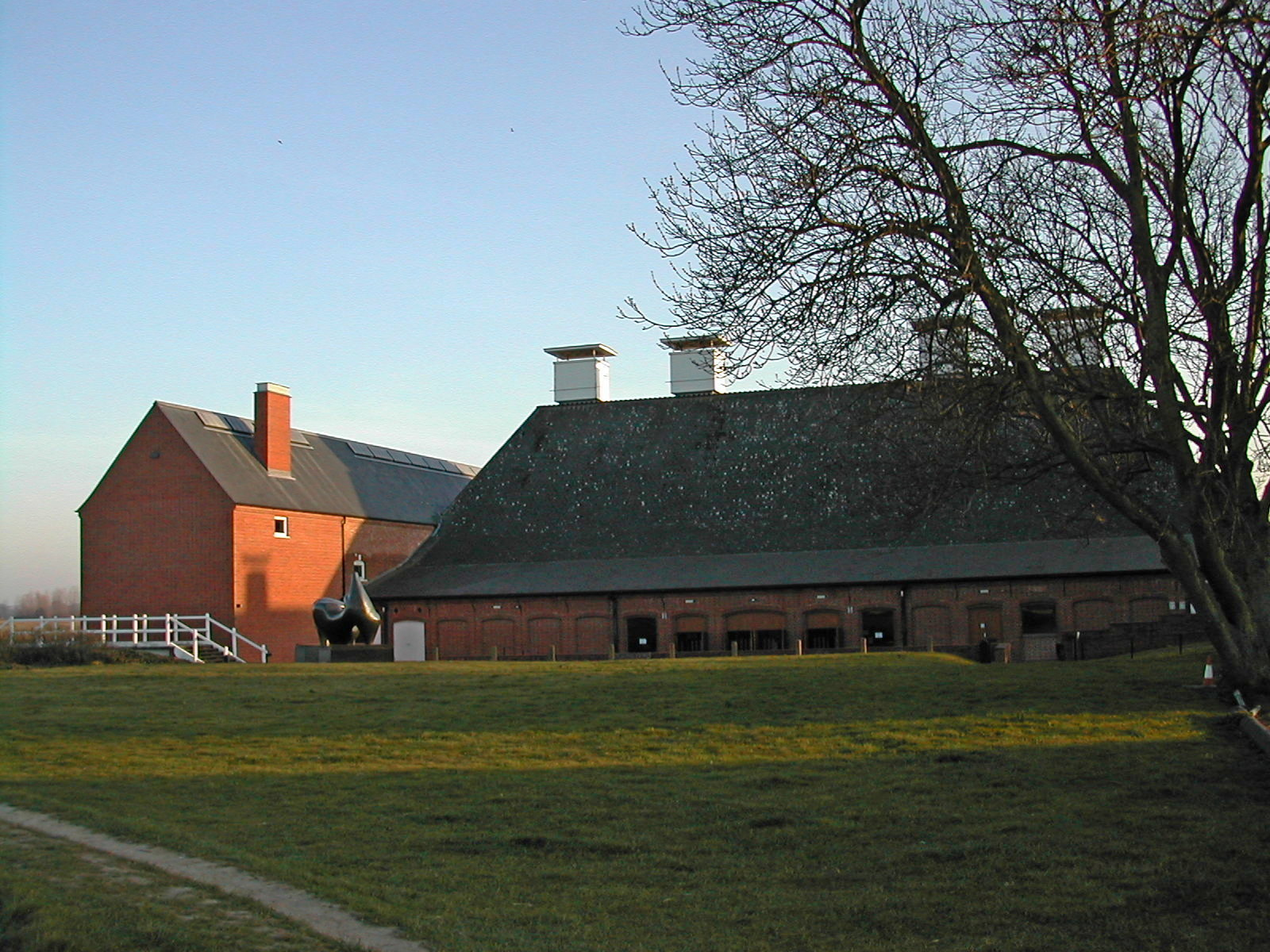
スネイプ・モルティングス・コンサートホール

オールドバラ音楽祭（オールドバラおんがくさい、英語: Aldeburgh Festival）は、毎年6月にイギリスのサフォーク州オールドバラで開かれるクラシック音楽の音楽祭。
スネイプ・モルティングスをメイン会場に行われる。

## 歴史
1948年、作曲家のベンジャミン・ブリテン、テノールのピーター・ピアーズ、脚本家のエリック・クロージャーによって創設された。第1回の音楽祭は1948年6月5日から6月13日にかけてオールドバラ・ジュビリー・ホールで開催された。ブリテンの室内オペラ『アルバート・ヘリング』と新作カンタータ『聖ニコラス』が上演され、ピアニストのクリフォード・カーゾンとゾリアン弦楽四重奏団が演奏した。
その後も音楽祭は拡大し、オールドバラの聖ピーター教会や聖ポール教会も会場に使われ、さらに近郊の町にも広がっていった。そして1960年代半ばから、19世紀に建てられたイーストアングリア最大の麦芽製造所を改造して、スネイプ・モルティングスと呼ばれる大規模なホールの建設が始まった。1967年6月2日、第20回音楽祭の開催に合わせて、女王エリザベス2世列席のもと、こけら落としが行われた。
2年後の1969年の音楽祭初日にスネイプ・モルティングスは火災により焼失したが、翌年に再建され、再び女王の列席のもと開催式典が行われた。

## 現在
音楽祭の特徴として、新しい音楽や新しい解釈の紹介、忘れ去られた音楽の再発見をモットーとしている。その例として、ブリテンの新作（1960年の『真夏の夜の夢』、1973年の『ヴェニスに死す』）、ハリソン・バートウィッスルの新作（1968年の『パンチ・アンド・ジュディ』、2004年の『イオ受難曲』、2009年の『回廊』）が初演されている。
現在ではスネイプ・モルティングスは改装され、2つのスタジオを持つホフマンビルをはじめとする複数の建物が建設されている。
また、音楽祭の開催期間中はブリテン＝ピアーズ・ヤング・アーティスト・プログラムが開かれ、若手音楽家が世界的な音楽家の講座を受講することができる。プログラムの名誉監督にはヘザー・ハーパー、マレイ・ペライア、ガリーナ・ヴィシネフスカヤらが名を連ねている。
1999年には当時28歳の作曲家トーマス・アデスが芸術監督に就任した。2009年からはフランスのピアニストのピエール＝ローラン・エマールが芸術監督を務めている。
2013年にはブリテンの生誕100周年を記念するイベントとして、彼の教会オペラ（『カーリュー・リヴァー』『放蕩息子』『燃える炉』）が上演されたほか、オールドバラの海辺に舞台を設置し、野外で『ピーター・グライムズ』が上演された。